# مرقس السابع (بابا الإسكندرية)
قداسة البابا مرقس السابع بابا الإسكندرية وبطريرك الكنيسة القبطية رقم 106 30 ايار / مايو 1745 - 18 مايو 1769).
وُلد في البهنسا. اشتاق إلى الحياة الرهبانية فالتحق بدير القديس أنبا أنطونيوس ثم انتقل إلى دير القديس بولس الناسك حيث أصبح راهبا وكاهنا ولما رقد سلفه الأنبا البابا يوأنس السابع عشر البطريرك 105 اختير هذا الأب تمت السيامة في صباح الأحد 24، 1461 بشنس (30 مايو 1745 م) في يوم عيد دخول المسيح إلى مصر.
عاصر السلاطين العثمانية، محمود عثمان ومصطفى الثالث.
ظل هذا البابا يعمل في الكنيسة حتى مات في صباح 12 بشنس 1485 (18 مايو 1769م) بعد عمل دام لمدة 23 عاما و 11 شهرا و 18 يوما.، ودفن في مقابر البطاركة في مصر القديمة.
ظل العرش البابوي شاغرا بعد رحيله لمدة 5 أشهر و 5 أيام.